# 베티 로빈슨

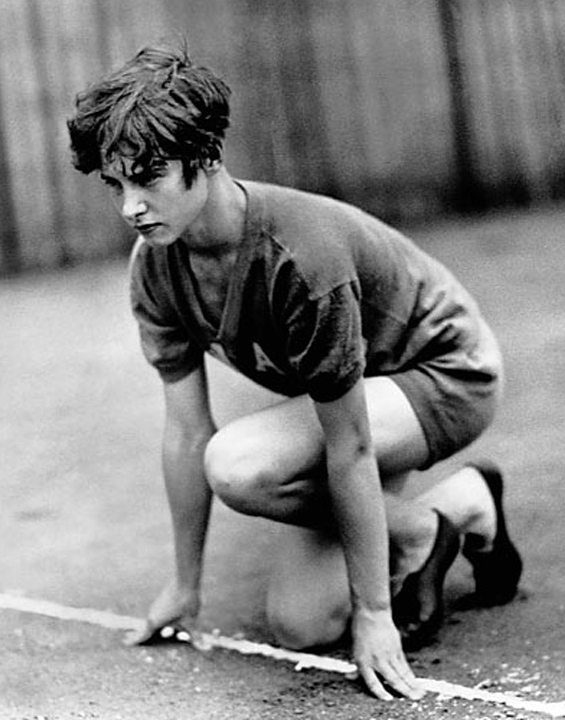

엘리자베스 ("베티") 로빈슨(Elizabeth ("Betty") Robinson, 1911년 8월 23일 ~ 1999년 5월 18일)은 미국의 단거리 육상 선수로 여성 처음으로 올림픽 100m 우승을 하였다.
일리노이주 리버데일에서 태어난 로빈슨은 16세 때에 첫 100m를 달렸다. 국내 기록 보유자에만 밀려 2위를 하다가, 다음 경주에서 자신의 시간이 인정받지 않았어도 세계 기록을 동등히 하였다.
1928년 암스테르담 올림픽에서 자신의 4번째 100m 시합에 나간 로빈슨은 결승전에 도달하여 우승하면서 세계 기록을 동일하게 하였다. 여성을 위한 육상이 전에 나타나지 않은 이래 그녀는 그 종목에 개회적인 금메달리스트였고, 그 포함이 심사들에 의하여 아직도 무겁게 논쟁에 들어갔다.
1931년 비행기 시고에 관련되어 심한 부상을 당하였다. 6개월 동안 휠체어를 타고 다니고, 2년 동안 보통적으로 걷지 못하였던 그녀는 1932년 로스앤젤레스 올림픽을 놓쳤다.
아직도 보통의 100m 시작을 위해 무릎을 꿇지 못하였던 로빈슨은 1936년 베를린 올림픽 미국 릴레이 팀의 일원이었다. 미국 팀은 가장 우승 후보로 보이던 독일 팀에 밀려있었으나, 독일 팀이 배턴을 떨어뜨리고 자신이 헬렌 스티븐스에게 건네주면서 2번째 올림픽 금메달을 획득하였다.
경기 후에 은퇴하여 심사로서 육상에 관련된 활동에 남아있던 그녀는 87세의 나이에 암과 알츠하이머 병으로 덴버에서 사망하였다.